# Roter Kogel
Pour l’article homonyme, voir Roter Kogel (Hohe Tauern).
Le Roter Kogel est une montagne qui s’élève à 2 832 m d’altitude dans les Alpes de Stubai, en Autriche.